# Justin De Witt Bowersock

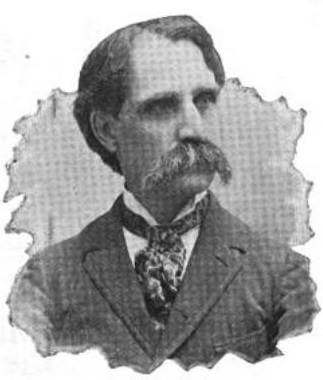
Justin De Witt Bowersock

Justin De Witt Bowersock (* 19. September 1842 bei Columbiana, Ohio; † 27. Oktober 1922 in Lawrence, Kansas) war ein US-amerikanischer Politiker. Zwischen 1899 und 1907 vertrat er den zweiten Wahlbezirk des Bundesstaates Kansas im US-Repräsentantenhaus.

## Werdegang
Justin Bowersock wuchs in Ohio auf und zog im Jahr 1860 nach Iowa City in Iowa. Dort betätigte er sich unter anderem im Getreidehandel. Im Jahr 1877 zog er nach Lawrence in Kansas, wo er im Bankgeschäft arbeitete. Außerdem war er an der Produktion von Mehl, Papier und Stacheldraht beteiligt.
Bowersock war Mitglied der Republikanischen Partei und von 1881 bis 1885 Bürgermeister der Stadt Lawrence. 1887 wurde er in das Repräsentantenhaus von Kansas und 1895 in den Staatssenat gewählt. Bei den Kongresswahlen des Jahres 1898 wurde er im zweiten Distrikt von Kansas in das US-Repräsentantenhaus in Washington gewählt. Dort trat er am 4. März 1899 die Nachfolge von Mason S. Peters an, den er bei den Wahlen geschlagen hatte. Nach drei Wiederwahlen konnte er bis zum 3. März 1907 vier Legislaturperioden im Kongress absolvieren.
Im Jahr 1906 verzichtete Bowersock auf eine weitere Kandidatur. Er zog sich aus der Politik zurück und widmete sich wieder dem Bankwesen und seinen anderen geschäftlichen Interessen. Justin Bowersock starb im Oktober 1922 in Lawrence und wurde dort auch beigesetzt.